# Josef Rösler
Josef Rösler (* 15. April 1901 in Sankt Georgenthal, Österreich-Ungarn; † nicht ermittelt) war ein tschechoslowakischer Politiker (Sudetendeutsche Partei) deutscher Nationalität. Er war von 1935 bis 1938 Abgeordneter des Tschechoslowakischen Abgeordnetenhauses.

## Leben und Werk
Er war Schlosser von Beruf. Nachdem er seine Lehre in der Textilfirma G. A. Fröhlich Sohn in Warnsdorf absolvierte, arbeitete er dort als Hilfsarbeiter. Er war Mitglied der sozialdemokratischen Textilgewerkschaften. Anfang der 1930er Jahre kandidierte er, obwohl noch Mitglied einer sozialdemokratischen Gewerkschaftsorganisation, erfolgreich auf der Liste der nationalsozialistischen Gewerkschaften für den Betriebsrat.
1935 trat er zur Parlamentswahl als Mitglied der Sudetendeutschen Partei (SdP) an und erlangte ein Mandat für das Abgeordnetenhaus der Tschechoslowakei. Nach der deutschen Besetzung des Sudetenlandes infolge des Münchner Abkommens erlosch sein Mandat am 30. Oktober 1938. Sein weiterer Lebensweg ist unbekannt.